# Liste der Monuments historiques in Pujols (Gironde)
Die Liste der Monuments historiques in Pujols (Gironde) führt die Monuments historiques in der französischen Gemeinde Pujols auf.

## Liste der Bauwerke
| Bezeichnung      | Beschreibung | Standort | Kennzeichnung | Schutzstatus | Datum | Bild           |
| ---------------- | ------------ | -------- | ------------- | ------------ | ----- | -------------- |
| Schloss          |              | (Lage)   | PA00083688    | Inscrit      | 1925  | weitere Bilder |
| Kirche St-Pierre |              | (Lage)   | PA00083689    | Classé       | 1846  | weitere Bilder |

## Liste der Objekte
| Bezeichnung | Beschreibung                   | Standort                       | Kennzeichnung | Schutzstatus | Datum | Bild |
| ----------- | ------------------------------ | ------------------------------ | ------------- | ------------ | ----- | ---- |
| Sarkophag   | Marmor, Antike und Mittelalter | in der Kirche St-Pierre (Lage) | PM33000635    | Classé       | 1903  |      |